# (18398) Брегенц
(18398) Брегенц (лат. Bregenz) — астероид, относящийся к группе астероидов пересекающих орбиту Марса. Он был открыт 23 сентября 1992 года немецким астрономом Фраймутом Бёрнгеном в обсерватории Таутенбург и назван в честь австрийского города Брегенц.

Орбита астероида Брегенц и его положение в Солнечной системе